# Esturjão-de-lago
O esturjão-de-lago (Acipenser fulvescens; em inglês “lake sturgeon”) é um peixe de água doce das regiões temperadas da América do Norte, sendo uma dentre as cerca de 20 espécies de esturjão existentes. Assim como outros esturjões, esta espécie se alimenta no fundo de lagos e rios, e tem um esqueleto parcialmente cartilaginoso e uma pele dotada de fileiras de placas ósseas.
O esturjão-de-lago pode atingir um peso de 100 quilogramas e um comprimento de 3 metros. Ele pode viver até mais de 100 anos e geralmente só atinge a maturidade sexual na terceira década de vida.
A sua dieta consiste de larvas de insetos, vermes (incluindo sanguessugas), pequenos peixes e outros organismos pequenos que encontra no lodo.
O esturjão-de-lago é uma fonte de caviar e isinglass, ou cola de peixe, e o seu óleo já foi utilizado como combustível de embarcações. Ele é também um peixe de alto valor culinário. Assim como a maioria dos esturjões, o esturjão-de-lago atualmente é raro, encontrando-se sob proteção em várias áreas. A espécie foi alvo de pesca excessiva, e sucumbiu à poluição e à perda das suas rotas migratórias. Ele é vulnerável ao declínio populacional devido ao seu ciclo reprodutivo extremamente lento. A maioria dos indivíduos capturados antes dos 20 anos de idade jamais se reproduziu e as fêmeas só desovam uma vez a cada quatro ou seis anos. A captura específica das fêmeas em período de reprodução para a extração da sua ova também contribui para a redução populacional desse peixe. O esturjão-de-lago já foi uma espécie muito abundante nos Grandes Lagos da América do Norte, mas atualmente é raro que se veja algum espécime. Poucos indivíduos chegam à idade extremamente avançada ou alcançam o tamanho que, no passado, frequentemente, eram presenciados nesta espécie. Apesar disso, devido às medidas de proteção e monitoramento, o seu estado de conservação, que em passado recente era vulnerável, atualmente é considerado pouco preocupante.